# Leipziger Brauhaus zu Reudnitz
La Leipziger Brauhaus zu Reudnitz est une brasserie à Reudnitz-Thonberg, quartier de Leipzig, dans le Saxe.

## Histoire
L'histoire de la brasserie remonte à 1861, lorsqu'Adolf Schröder fonde la brasserie à Reudnitz. En 1871, l'entreprise en faillite est vendue à l'industriel Carl Adolf Riebeck et à quelques citoyens de Leipzig.
Sous la direction de Riebeck, la brasserie commence à devenir la plus importante de Saxe et la quatrième de l'Empire allemand. En 1887, elle est nommée Riebeck & Comp. société commerciale transformée en société par actions. Au seuil du XXe siècle, l'entreprise possède les installations de brassage les plus modernes d'Europe et la plus grande salle de brassage au monde.
L'entreprise acquiert l'Altenburger Brauerei et la brasserie Gottlieb Büchner à Erfurt. En outre, la société prend la majorité des actions de la brasserie Kiesel-Haberland à Finsterwalde, de la Vereinsbrauerei à Döbeln, de la brasserie de Heßberg, de la brasserie Pfannenberg à Zerbst, de la brasserie Partuschke à Torgau et de la brasserie Kürsten à Arnstadt. De plus, la Riebeck & Comp. AG est l'actionnaire d'autres brasseries : Aktienbrauerei Neustadt-Magdeburg AG (62,4 %), Vereinsbrauerei AG Greiz (74 %), Reichsquelle Brauerei AG Mühlhausen (40 %), Bürgerliches Brauhaus AG Saalfeld (66,23 %), Vereinsbrauerei AG Zwickau (58,3 %), Vereinsbrauerei AG Apolda (72 %), Bergbrauerei AG Riesa (74 %), Aktienbrauerei Greußen (70 %), Brauerei Hack AG Meiningen (40 %), Aktienbrauerei Krostitz (74 %), Germania Brauerei AG Oschersleben, Exportbierbrauerei AG Peter Königsee, Stadtbrauerei AG Wurzen, Klosterbrauerei AG Stadtroda.
Les bombardements de Leipzig pendant la Seconde Guerre mondiale détruisent plus de la moitié des bâtiments de la brasserie. À cela s'ajoute l'usure considérable des installations, comme la salle de brassage, la cave de fermentation et de stockage trempée et l'usine d'embouteillage, mal exploitée dans les ruines de la guerre. En 1946, l'entreprise est nationalisée, devient la VEB Riebeck-Brauerei puis VEB Landes-Brauerei. Dans le même temps, la reconstruction progressive des installations de la brasserie commence. En 1959, la brasserie fusionne avec d'autres brasseries, dont la brasserie de Gohlis et la Brauerei C. W. Naumann à Plagwitz, sous le nom de VEB Westquell, pour former la combinat VEB Sachsenbräu. En 1968, suit la formation de la VEB Getränkekombinat Leipzig, dont la société mère est la VEB Sachsenbräu.
À partir de 1971, une reconstruction complète est réalisée dans le VEB Sachsenbräu à Reudnitz, qui commence par la reconstruction de la brasserie (de septembre 1971 à décembre 1972) : une usine de brassage de 6 unités de Škoda d'une capacité de 6 tonnes de production et 6 décoctions par jour est importée.
Le broyage humide du malt avec une teneur de 40% d'orge en fruits crus garanti par Škoda ne fonctionne pas ; seul le prétraitement hydrothermal développé en coopération avec l'Institut de traitement des céréales de Potsdam-Rehbrücke à l'aide d'une vis de conditionnement et d'un double châssis à rouleaux en aval de Mühlenbau Wittenberg permer un très bon broyage du grain.  Ce procédé, alors breveté dans les États socialistes (brevet économique de la RDA 121798 du 20 août 1976) correspond encore à l'état de la technique d'aujourd'hui. Lors de la reconstruction de la salle de brassage, plus de 400 000 hectolitres de moût chaud sont transportés des autres brasseries de la ville de Leipzig vers le navire réfrigérant de la brasserie de Reudnitz.
De 1972 à 1975, un nouveau parc de stockage avec dix réservoirs extérieurs d'une capacité de 250 m3 chacun ainsi qu'une station de nettoyage et de désinfection, la culture de la levure, deux unités de réfrigération de 240 000 kcal par heure chacune et une station de récupération et de remplissage de dioxyde de carbone est construit dans le VEB Sachsenbräu. L'investissement de la RDA s'élève à 8,85 millions de marks. Ce parc de cuves pour la fermentation et la maturation est agrandi dans la seconde moitié des années 1980 de 5 cuves supplémentaires, également avec refroidissement externe.
Après le changement politique en RDA, le combinat est dissous. La brasserie apparaît désormais avec la nouvelle marque « Reudnitzer ». En 1991, le groupe de boissons de Dortmund Brau und Brunnen reprend l'entreprise et la renomme Leipziger Brauhaus zu Reudnitz GmbH. Brau und Brunnen investit l'équivalent d'environ 50 millions d'euros dans la modernisation des installations de production. En 1993, une brasserie entièrement automatisée est inaugurée. La brasserie de Reudnitz avec ses 170 emplois est menacée de fermeture en 1997 en raison des difficultés économiques de la société mère. Cela est évité par des protestations massives.
En 2005, la brasserie est vendue au groupe Radeberger du consortium Oetker. La même année, une nouvelle ligne de remplissage de bouteilles d'une capacité allant jusqu'à 60 000 bouteilles par heure est installée.
La marque de bière de Reudnitz prend fin en 2012 avec l'arrêt des produits Reudnitzer Pilsner et Reudnitzer Ur-Bock. La Leipziger Brauhaus zu Reudnitz GmbH est supprimée du registre du commerce. Les installations de production sont utilisées pour produire de la bière de la marque Sternburg.
Le Leipziger Brauhaus zu Reudnitz a parrainé le club de football 1. FC Lokomotive Leipzig, le monument de la Bataille des Nations, la clinique pour enfants de l'Université de Leipzig et la fondation culturelle de Leipzig.